# Kluners uit Kenia
Kluners uit Kenia was een programma van Tien rondom Bart Veldkamp. Sinds november 2006 probeerde hij vier Kenianen klaar te stomen voor de Alternatieve Elfstedentocht op de Oostenrijkse Weissensee.
De vier Kenianen - Edwin Kemboi Kiyeng (23), Jimmy Kipkemboi Kering (30), Shadrack Kapchedureser (23) en Michael Fayo (23) - hadden niet eerder in hun leven ijs gezien. In hun thuisland is atletiek de enige topsport die telt. Deze Afrikaanse topatleten wisten niet eens wat ijs was, maar Veldkamp wist ze toch zover te krijgen om te gaan trainen voor de zwaarste schaatstocht ter wereld: de Alternatieve Elfstedentocht op de Weissensee.
Deze ervaringen waren elke maandag te volgen op Tien in het programma Kluners uit Kenia. Daarin was onder meer te zien hoe Michael als eerst kennismaakte met het ijs en hoe moeilijk hij het vond om zijn slag te vinden. Edwin kwam tijdens een fietstraining lelijk ten val. Toch keek Veldkamp ervan op hoe snel zij het schaatsen oppakten.
Op 26 januari 2007 werd bekendgemaakt dat de Alternatieve Elfstedentocht in Oostenrijk was afgelast wegens weersomstandigheden. Op 30 januari 2007 werd daarom het besluit genomen om op 17 februari 2007 een tocht van 100 km te schaatsen in Zweden. Wegens dit besluit kwam er een extra uitzending van het programma. Een dag later, op 31 januari 2007 werd duidelijk dat de kluners door de Stichting Wintermarathon waren uitgenodigd om alsnog de tocht van 150 km te rijden op de Weissensee.
Op 2 januari 2009 werd bekend dat Shadrack Kapchedureser op 25-jarige leeftijd was overleden aan de gevolgen van een vergiftiging. Hij stierf in zijn geboorteland Kenia.